# Louis Lot
Louis Esprit Lot (17. maj 1807 i La Couture, Eure – 12. januar 1896 i Chatou) var en kendt fransk fløjtemager.
Louis Lot lærte fløjtebyggeri og kom i 1827 i Clair Godfroys værksted i Paris. I 1833 blev han Godfroys svigersøn og i 1836 medejer af firmaet. Sammen med Clair Godfroys søn, Vincent Hypolite Godfroy, konstruerede Lot den første franske fløjtemodel med Theobald Böhms ringklapfløjte som forbillede, og i 1847 fik firmaet den officielle licens til at lave fløjter i Frankrig efter Böhmmodellen.
I 1855 grundlagde Louis Lot sit eget værksted i Paris (fra hvilket Theobald Böhm senere selv kom til at bestille dele fra, for eksempel færdigborede trærør, da han ikke kunne kapere at lave det antal selv, der blev bestilt). Da Louis Dorus i 1860 efterfulgte Jean-Louis Tulou (modstander af Böhmfløjten) som fløjteprofessor ved Conservatoire de Paris, blev konservatoriet regelmæssig kunde hos Louis Lot. Vinderen af konservatoriets årlige konkurrence (først i denne række var Paul Taffanel) fik sidenhen en Lot-fløjte. Til verdensudstillingen i Paris i 1867 udstillede Lot en ny fløjtemodel med tykkere vægge, større tonehuller og blæsehul såvel som en mere stabil mekanik med modificerede gis-klap; denne form kendes stadig som den "franske model" af tværfløjter. Den eneste guldfløjte af Louis Lot blev lavet i 1869 til fløjtenisten Jean Rémusat (i 1948 videregik den til Jean-Pierre Rampals ejerskab). I 1875 gik Lot, som havde fremstillet omkring 2150 fløjter (heraf 870 af metal) og piccoloer, på pension.